# Inghilterra
L'Inghilterra è una delle quattro nazioni costitutive del Regno Unito di Gran Bretagna e Irlanda del Nord, l'unica a non costituire un'entità amministrativa e a non essere dotata di un governo autonomo. Condivide le frontiere con la Scozia a nord e con il Galles ad ovest, mentre il suo capoluogo è Londra, capitale del Regno Unito.
A nordovest è bagnata dal Mare d'Irlanda, a sudovest dal Mare Celtico, a est dal Mare del Nord e a sud dal Canale della Manica, che la separa dall'Europa continentale. L'Inghilterra comprende la maggior parte della regione centro-meridionale dell'isola della Gran Bretagna e conta inoltre più di 100 isole minori, come le Isole Scilly e l'Isola di Wight.
L'area che oggi si chiama Inghilterra era abitata da uomini già dal Paleolitico superiore, ma prende il nome dagli Anglosassoni, le popolazioni germaniche che si stabilirono in Britannia nel corso del V e VI secolo; England deriva dalla forma più antica Englaland che significa "Terra degli Angli" (latino: Anglia). L'Inghilterra divenne uno Stato unitario nel 927 (durante il regno di Æthelstan del Wessex) e a partire dal XV secolo iniziò ad avere un impatto significativo, sia culturale che geopolitico, sul resto del mondo. La lingua inglese, la Chiesa anglicana e il diritto inglese sono alla base delle organizzazioni dei paesi aderenti al Commonwealth. Il sistema politico parlamentare inglese è stato ampiamente adottato da altre nazioni. Proprio in Inghilterra, la rivoluzione industriale iniziò nel XVIII secolo, trasformandola nella prima nazione industrializzata al mondo. La Royal Society inglese ha posto le basi della moderna scienza sperimentale.
Il territorio inglese comprende per lo più basse colline e pianure, poste specialmente nel centro e nel sud dell'Inghilterra. Tuttavia, ci sono regioni montuose nel nord (ad esempio, le montagne Lake District, i Monti Pennini e le Yorkshire Dales) e nel sud-ovest (per esempio, Dartmoor e il Cotswolds). Londra, capitale dell'Inghilterra, è la più grande area metropolitana del Regno Unito. La popolazione inglese è di circa 57 milioni, circa l'84% dell'intera popolazione del Regno Unito, ed è in gran parte concentrata a Londra, nelle Midlands e nello Yorkshire. Prati e pascoli si trovano nelle aree fuori delle grandi città.
Il Regno d'Inghilterra includeva anche il Galles, la cui conquista fu completata da re Edoardo I nel 1282, ma l'unione formale si ebbe solo nel 1536. Il 1º maggio 1707, con l'Atto di Unione, il regno d'Inghilterra si unì al regno di Scozia per formare il nuovo Regno di Gran Bretagna. Nel 1801 la Gran Bretagna e il regno d'Irlanda, attraverso un secondo Atto di Unione, si fusero nel Regno Unito di Gran Bretagna e Irlanda.  

## Storia

### Inghilterra preistorica e antica

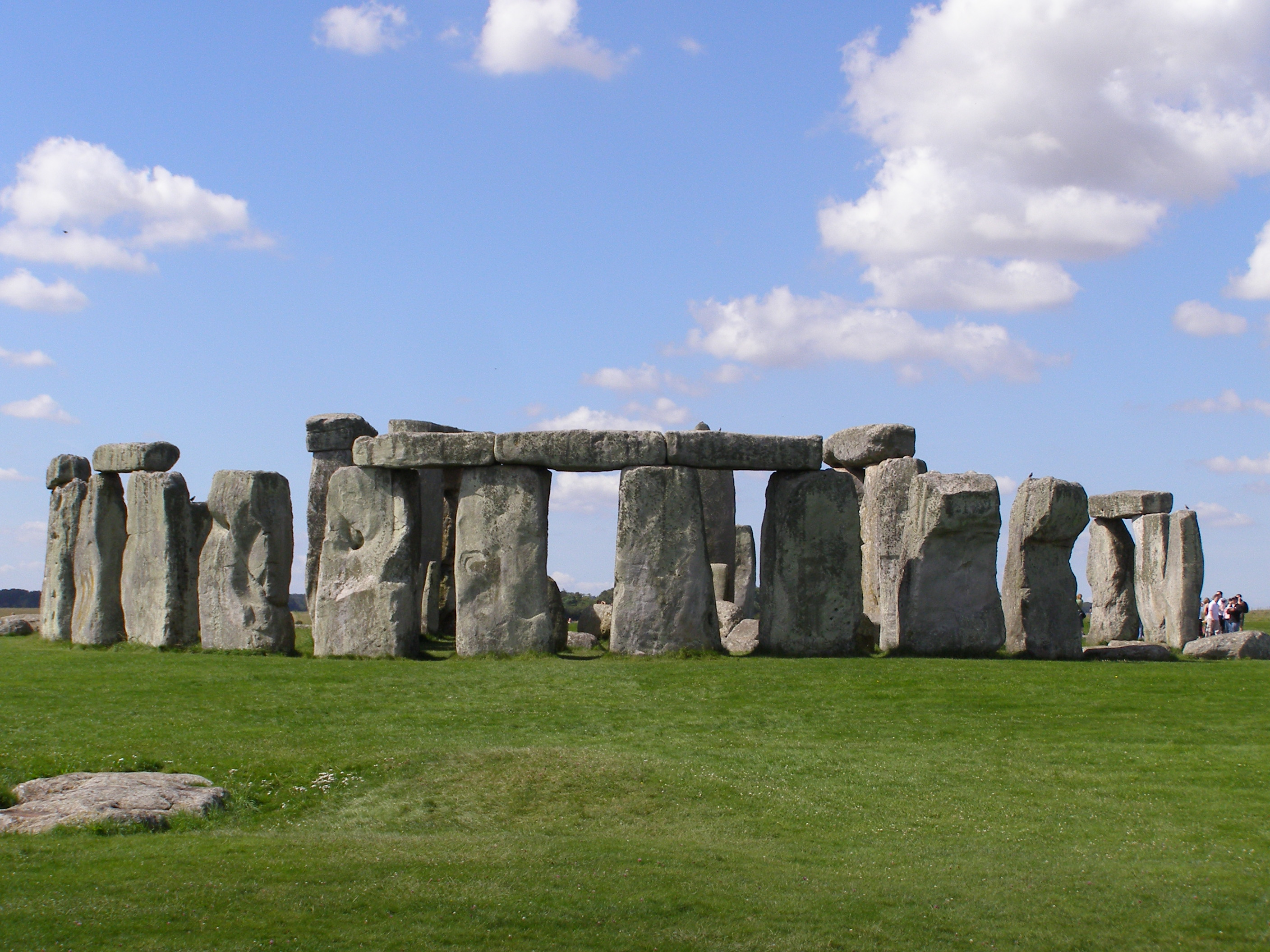
Stonehenge, monumento del neolitico

Le prime testimonianze della presenza umana, nella zona ora conosciuta come Inghilterra, sono state quelle attribuite all'Homo antecessor, risalente a circa 780000 anni fa. Le più antiche ossa proto-umane scoperte risalgono invece a 500000 anni fa. Gli esseri umani moderni hanno costituito i primi nuclei abitati durante il periodo paleolitico superiore, anche se insediamenti permanenti sono stati istituiti solo negli ultimi 6000 anni. Dopo l'ultima glaciazione solo i grandi mammiferi come i mammut, i bisonti e i rinoceronti lanosi rimasero. Circa 11000 anni fa, quando i ghiacci cominciarono a ritirarsi, gli esseri umani ripopolarono l'area. La ricerca genetica suggerisce che i popoli provenivano dalla parte settentrionale della penisola iberica. Il livello del mare era più basso di adesso e la Gran Bretagna era collegata via terra sia all'Irlanda che all'Eurasia.
La cosiddetta "cultura del vaso campaniforme" arrivò intorno al 2500 a.C. Sono di questo periodo i principali monumenti neolitici rimastici, come Stonehenge e Avebury. Lo sviluppo della fusione del ferro ha permesso la costruzione di migliori aratri, portando un avanzamento dell'agricoltura, così come la produzione di armi più efficaci.
Durante l'età del ferro, la cultura celtica, derivata dagli Hallstatt e La Tène, arrivò dall'Europa centrale. La società era tribale, secondo la Geographia di Tolomeo vi erano circa venti diverse tribù della zona. Tuttavia, le divisioni precedenti non sono note poiché i britannici non sapevano né leggere né scrivere. Come altre regioni ai margini dell'Impero, la Gran Bretagna aveva a lungo goduto di legami commerciali con i Romani. Giulio Cesare aveva tentato di invaderla due volte nel 55 a.C., anche se in gran parte senza successo.
I Romani invasero la Britannia nel 43 d.C. durante il regno dell'imperatore Claudio, successivamente conquistando gran parte della Gran Bretagna, e la zona venne incorporata nell'Impero romano come provincia di Britannia. La più nota delle tribù native che ha tentato di resistere sono stati i Catuvellauni guidati da Carataco. In seguito, una rivolta guidata da Boudicca, regina degli Iceni, si è conclusa con il suicidio della stessa regina in seguito alla sua sconfitta nella battaglia della strada Watling. Da qui in poi, in Inghilterra, iniziò a prevalere la cultura greco-romana, con l'introduzione del diritto romano, dell'architettura romana, di reti fognarie, di molti strumenti agricoli e della seta. Nel III secolo, l'imperatore Settimio Severo morì a Eboracum (l'odierna York), dove Costantino fu successivamente proclamato imperatore.
La data di introduzione del Cristianesimo in Inghilterra è tuttora oggetto di dibattito, ma certamente entro il IV secolo. A partire dal 410 l'Impero romano iniziò il suo declino e molte unità dell'esercito lasciarono l'Inghilterra per difendere l'Europa continentale e per partecipare a guerre civili.

### Inghilterra nel medioevo
Il ritiro dei Romani lasciò l'Inghilterra aperta alle invasioni dei popoli pagani del nord-Europa, in particolare Angli, Sassoni e Juti che iniziarono a stabilirsi inizialmente nella parte orientale del paese.
Durante questo periodo, i possedimenti terrieri sembrano essere frammentati in numerosi territori tribali, ma dal VII secolo, questi si fusero in una dozzina di regni, tra cui i regni di Northumbria, Mercia, Wessex, Essex, Kent e Sussex. Nei secoli successivi il processo di consolidamento politico continuò.
Durante il IX secolo i continui e sempre più crescenti attacchi dei danesi culminarono con la sconfitta di molti regni inglesi e con il regno di Alfredo il Grande l'unico sopravvissuto.
I secoli successivi hanno visto dure battaglie per la conquista del potere fino a quando la dinastia reale è stata ristabilita da Edoardo il Confessore nel 1042. Alla morte di Edoardo, una disputa sulla successione portò alla conquista normanna dell'Inghilterra da parte di un esercito guidato dal duca Guglielmo di Normandia. Questa conquista ha portato alla quasi totale spoliazione dell'élite inglese e la sua sostituzione con una nuova aristocrazia di lingua francese, situazione che ha avuto un effetto profondo e permanente sulla lingua inglese.

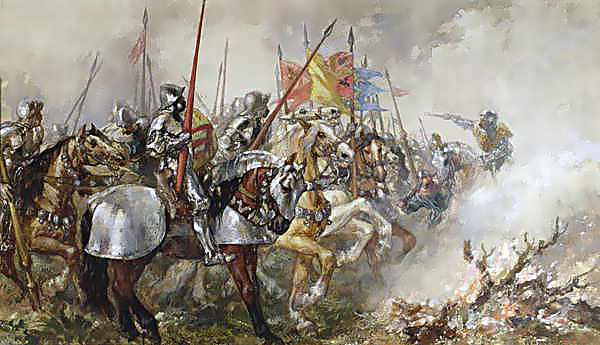
Re Enrico V alla battaglia di Azincourt, combattuta il giorno di San Crispino che si concluse con una vittoria inglese contro un esercito francese di più grandi dimensioni, durante la guerra dei cent'anni.

I Plantageneti ereditarono il trono inglese con Enrico II, aggiungendo l'Inghilterra al proprio impero angioino, che comprendeva feudi che la famiglia aveva ereditato in Francia. Essi regnarono per tre secoli, con famosi monarchi come Riccardo I, Edoardo I, Edoardo III. Quest'epoca ha visto radicali cambiamenti nel commercio e nella legislazione, compresa la firma della Magna Carta, uno statuto legale inglese utilizzato per limitare i poteri del sovrano e proteggere i privilegi degli uomini liberi. Il monachesimo cattolico fiorì e le università di Oxford e Cambridge furono fondate con il patrocinio reale. Il Principato del Galles divenne un feudo Plantageneto durante il XIII secolo e la Signoria d'Irlanda fu donata alla monarchia inglese dal papa.
Durante il XIV secolo, i Plantageneti e la dinastia di Valois affermavano di essere entrambi legittimi discendenti dei Capetingi e quindi possessori dei domini in Francia. Le due potenze finirono per scontrarsi in quella che venne poi chiamata la guerra dei cent'anni. Un'epidemia di peste nera colpì l'Inghilterra, a partire nel 1348, e portò alla morte di quasi la metà degli abitanti.
Dal 1453-1487, si combatté una guerra civile tra i due rami della famiglia reale, gli York e i Lancaster, conosciuta come la guerra delle due rose. La conclusione della guerra portò gli York a perdere il trono a favore di una famiglia nobile gallese, i Tudor, un ramo dei Lancaster guidato da Enrico Tudor, che invase l'Inghilterra con i gallesi e mercenari bretoni, guadagnando la vittoria nella battaglia di Bosworth Field, in cui fu ucciso il re Riccardo III di York.
Il simbolo dell'Inghilterra, la Rosa Tudor, viene dedicata a Riccardo III di York dalla famiglia Tudor, i quali divennero Duchi di Cambridge, luogo dove venne colta la rosa, all'ombra dell'università.

### Prima età moderna
Il periodo Tudor coincide con la dinastia dei Tudor in Inghilterra iniziata con il regno di Enrico VII. Henry si impegnò in una serie di iniziative amministrative, economiche e diplomatiche. Ha prestato molta attenzione ai dettagli e, invece di spendere generosamente, si è concentrato sull'aumento di nuove entrate. Henry riuscì a ripristinare il potere e la stabilità della monarchia della nazione dopo la guerra civile. La sua politica di sostegno all'industria della lana inglese e la sua situazione di stallo con i Paesi Bassi hanno avuto un beneficio duraturo per l'economia inglese. Ripristinò le finanze della nazione e ne rafforzò il sistema giudiziario. Il Rinascimento raggiunse l'Inghilterra attraverso i cortigiani italiani, che reintrodussero il dibattito artistico, educativo e accademico dall'antichità classica. L'Inghilterra iniziò a sviluppare abilità navali e l'esplorazione si intensificò nell'era della scoperta.

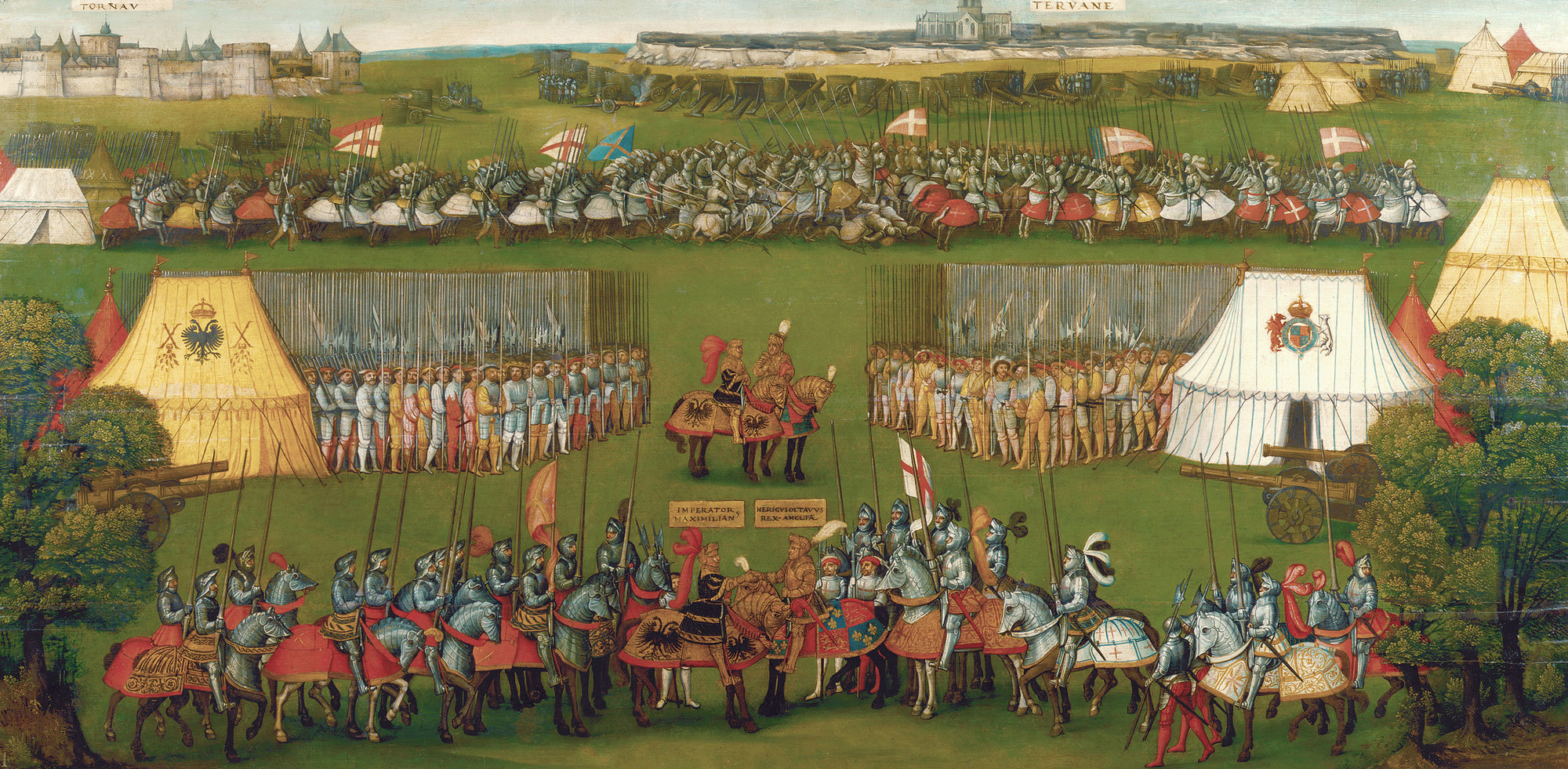
L'incontro tra Massimiliano I, imperatore del Sacro Romano Impero ed Enrico VIII. Sullo sfondo è raffigurata la Battaglia degli Speroni contro Luigi XII di Francia..

Enrico VIII ruppe la comunione con la Chiesa cattolica, su questioni relative al suo divorzio e con l'Atto di Supremazia del 1534, proclamò sé stesso, in quanto monarca, a capo della Chiesa anglicana. In contrasto con gran parte del protestantesimo europeo, le radici della spaccatura erano più politiche che teologiche. Egli inoltre unì il Galles al Regno d'Inghilterra. La figlia di Enrico, Maria I tentò di ripristinare il cattolicesimo, ma il tentativo fallì dopo la sua morte e la successione a Elisabetta I che riaffermò la supremazia dell'anglicanesimo.
La Riforma ha trasformato la religione inglese durante questo periodo. I cinque sovrani, Enrico VII, Enrico VIII, Edoardo VI, Maria I ed Elisabetta I avevano approcci completamente diversi, con Enrico VIII che sostituiva il papa come capo della Chiesa d'Inghilterra ma mantenendo dottrine cattoliche, Edoardo che imponeva un protestantesimo molto rigoroso, Mary tenta di ripristinare il cattolicesimo ed Elisabetta arriva a una posizione di compromesso che definiva la Chiesa d'Inghilterra non proprio protestante. Cominciò con le insistenti richieste di Enrico VIII di annullamento del suo matrimonio che papa Clemente VII si rifiutò di concedere. Enrico VIII incorporò legalmente la sua terra ancestrale Galles nel Regno d'Inghilterra con gli atti del 1535-1542. La rottura di Enrico con Roma provocò la minaccia di un'invasione francese o spagnolo su larga scala. Per proteggersi da questo rischio, a partire dal 1538 iniziò a costruire una catena difensiva lungo le coste meridionali e orientali dell'Inghilterra, dal Kent alla Cornovaglia.
Ci furono conflitti religiosi interni durante il regno delle figlie di Enrico, Maria I ed Elisabetta I. Il primo ha riportato il paese al cattolicesimo, mentre il secondo ha di nuovo rotto da esso, affermando con forza la supremazia dell'anglicanesimo. L'era elisabettiana è l'epoca del regno di Elisabetta I ("la Regina Vergine"). Gli storici spesso la descrivono come l'età dell'oro nella storia inglese. L'Inghilterra elisabettiana rappresentò l'apogeo del Rinascimento inglese e vide il fiorire di arte, poesia, musica e letteratura. L'epoca è famosa soprattutto per il suo dramma, teatro e drammaturghi. Dal punto di vista economico, la fondazione della Borsa Reale (1565), la prima borsa valori in Inghilterra e una delle prime in Europa, si rivelò uno sviluppo della prima importanza, per lo sviluppo economico dell'Inghilterra e presto per il mondo intero. Con tasse più basse rispetto agli altri paesi europei del periodo, l'economia inglese si espanse. Durante questo periodo l'Inghilterra ebbe un governo centralizzato, ben organizzato ed efficace come risultato di vaste riforme Tudor. Sono stati inoltre compiuti progressi scientifici significativi. Francis Bacon era un filosofo e statista che servì come procuratore generale e come Lord Cancelliere. Le sue opere sono viste come un contributo al metodo scientifico e rimasero influenti durante la Rivoluzione Scientifica.
I marinai inglesi esplorarono il mondo; Sir Francis Drake circumnavigò il globo tra il 1577 e il 1581, e Martin Frobisher esplorò l'Artico. Le loro avventure ispirarono molta poesia e dramma. In competizione con la Spagna, la prima colonia inglese in America fu fondata 1585 dall'esploratore Walter Raleigh in Virginia e chiamata Roanoke. Gli aspetti economici delle colonie del Nuovo Mondo erano gestiti dalla Compagnia britannica delle Indie orientali, in concorrenza con Spagna e Olanda. Con la Compagnia delle Indie Orientali, l'Inghilterra si trovò in competizione con gli olandesi e i francesi ad est. Originariamente denominato "Governatore e Compagnia dei Mercanti di Londra che commerciano nelle Indie Orientali", la compagnia crebbe fino a rappresentare metà del commercio mondiale tra la metà del 1700 e l'inizio del 1800. Sotto Elisabetta I, l'Inghilterra fu coinvolta in una guerra con la Spagna, che vide navi di proprietà privata combinarsi con le navi della regina in incursioni altamente redditizie contro il commercio spagnolo e le colonie.
Un'armata salpò dalla Spagna nel 1588 come parte di un piano più ampio per invadere l'Inghilterra e ristabilire una monarchia cattolica. Il piano fu ostacolato da un cattivo coordinamento, da un tempo burrascoso e da attacchi faticosi da parte di una flotta inglese al comando di Lord Howard di Effingham. Questo fallimento non pose fine alla minaccia: la Spagna lanciò altre due armate, nel 1596 e nel 1597, ma entrambe furono respinte da tempeste. La struttura politica dell'isola cambiò nel 1603, quando il re di Scozia, Giacomo VI, un regno che era stato per lungo tempo rivale degli interessi inglesi, ereditò il trono d'Inghilterra come Giacomo I, creando così un'unione personale. Si autoproclamò re di Gran Bretagna, anche se questo non aveva alcuna base nel diritto inglese. Sotto l'egida di Giacomo I e di re Giacomo I, nel 1611 venne pubblicata la versione della Sacra Bibbia. Era la versione standard della Bibbia letta dalla maggior parte dei cristiani protestanti per quattrocento anni fino a quando le revisioni moderne furono prodotte nel XX secolo.

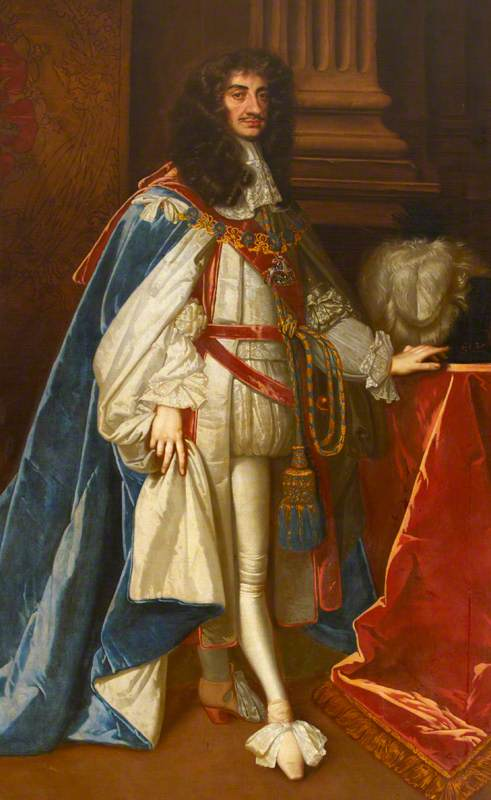
La Restaurazione inglese: il re Carlo II e la pace dopo la guerra civile inglese.

Sulla base di contrastanti posizioni politiche, religiose e sociali, la guerra civile inglese fu combattuta tra i sostenitori del Parlamento e quelli del re Carlo I, rispettivamente i Roundheads e i Cavalier. Questa era una parte dei più ampi scontri che presero nome di Guerre dei tre regni e che coinvolse anche la Scozia e l'Irlanda. I parlamentari uscirono vittoriosi, Carlo I fu giustiziato e il regno venne sostituito con il Commonwealth. A capo delle forze del Parlamento, Oliver Cromwell, che si dichiarò Lord Protettore nel 1653. Dopo la morte di Cromwell, Carlo II fu invitato a tornare come monarca nel 1660 e così si ebbe la Restaurazione inglese. Fu stabilito costituzionalmente, tramite il Bill of Rights, che il re e il Parlamento avrebbero governato insieme, anche se il potere era di fatto al Parlamento. Tra le leggi, vi si stabilì che il potere legislativo era appannaggio del Parlamento e che il Re non poteva, senza l'assenso di esso, imporre tasse o mobilitare l'esercito. Con la fondazione della Royal Society, 1660, lo sviluppo della scienza fu molto incoraggiato.
Il grande incendio di Londra del 1666 distrusse gran parte della città, che però fu ricostruita poco dopo. In Parlamento emersero due fazioni contrapposte, i Tories e i Whigs. I primi erano di stampo monarchico, i secondi liberali. Anche se i Tories inizialmente sostennero il re cattolico Giacomo II, alcuni di loro, insieme ai Whigs, lo deposero durante la "Gloriosa rivoluzione" del 1688 e invitarono il principe olandese Guglielmo III a diventare monarca. Nel 1707 vi fu un'unione politica tra l'Inghilterra e la Scozia, formando così il Regno di Gran Bretagna. Le istituzioni delle due nazioni, come la giustizia e la chiesa, rimasero comunque indipendenti.

### Epoca tardo moderna e contemporanea
Il nuovo Regno di Gran Bretagna, sotto la spinta del progresso scientifico della Royal Society, delle idee illuministiche che andavano dilagando e grazie ad altre iniziative, andò incontro ad un periodo di grossissime innovazioni nel campo della scienza e dell'ingegneria. Questo aprì la strada per la costituzione dell'Impero britannico. La cosiddetta rivoluzione industriale, che nacque proprio in Inghilterra, fu un periodo di profondo cambiamento nelle condizioni socio-economiche e culturali dell'Inghilterra, con l'industrializzazione dell'agricoltura, della produzione manifatturiera e dell'estrazione minerari. L'apertura del nord-ovest dell'Inghilterra del Bridgewater Canal, avvenuta nel 1761, inaugurò l'età del trasporto via mare in Gran Bretagna. Nel 1825 fece la sua prima comparsa la locomotiva a vapore per il trasporto passeggeri.
Durante la Rivoluzione Industriale, molti lavoratori si trasferirono dalla campagna inglese alle nuove aree urbane, per lavorare nelle fabbriche. Manchester e Birmingham, vennero rispettivamente soprannominate "magazzino del mondo" e "officina del mondo". L'Inghilterra mantenne una relativa stabilità durante tutti i tumulti della Rivoluzione francese; William Pitt il Giovane fu Primo Ministro britannico per il regno di Giorgio III. Durante le guerre napoleoniche, Napoleone progettò l'invasione dell'isola. Tuttavia questo non riuscì e le forze francesi furono sconfitte dagli inglesi, prima via mare da Lord Nelson e poi sulla terra dal duca di Wellington. Le guerre napoleoniche favorirono il concetto di britannicità e di unità nazionale condivisa con gli scozzesi e i gallesi.
Durante l'età vittoriana, Londra diventò la più grande e popolosa metropoli del mondo, l'esercito e la marina inglesi godevano di un altissimo prestigio e gli scambi commerciali all'interno dell'Impero Britannico erano fiorenti. Alcune agitazioni politiche avvenute in patria, come quelle dei cartisti e delle suffragette portarono ad una riforma legislativa e al suffragio universale.
Le tensioni tra le potenze dell'Europa centro-orientale portarono, nel 1914, alla prima guerra mondiale. Centinaia di migliaia di soldati inglesi morirono combattendo per il Regno Unito nella Triplice intesa. Due decenni più tardi, nella seconda guerra mondiale, il Regno Unito è stato ancora una volta uno degli alleati. Alla fine della "Strana guerra", Winston Churchill divenne il Primo Ministro, carica che mantenne per tutta la durata del secondo conflitto mondiale. Gli sviluppi nella tecnologia di guerra portarono alla distruzione di molte città inglesi a causa dei bombardamenti aerei. Dopo la guerra, l'impero britannico sperimentò una rapida decolonizzazione. Nello stesso periodo si assistette ad una accelerazione delle innovazioni tecnologiche: le automobili divennero il mezzo principale di trasporto e Frank Whittle sviluppò il motore a reazione. Nel 1948 venne creato il Servizio Sanitario Nazionale (NHS) che fornisce assistenza sanitaria gratuita grazie al finanziamento pubblico.
Dal XX secolo si è registrata una crescita significativa della popolazione in Inghilterra, per lo più proveniente da altre parti delle isole britanniche, ma anche dai paesi aderenti al Commonwealth, in particolare il subcontinente indiano. Dal 1970 l'economia si è allontanata dalla produzione manifatturiera, verso il settore dei servizi.

## Geografia fisica

### Territorio
L'Inghilterra comprende la parte centrale e meridionale dell'isola della Gran Bretagna più le isole situate a sud della Gran Bretagna: le Isole Scilly e l'Isola di Wight. Confina a nord con la Scozia e a ovest con il Galles, il Mare d'Irlanda e il Mare Celtico, mentre nella parte orientale è bagnata dal Mare del Nord. È separata dall'Europa continentale dal Canale della Manica, che divide l'Inghilterra dalla Francia e lambisce tutta la costa meridionale del Paese. È collegata al continente europeo tramite il tunnel sotto la Manica.
Il territorio è per lo più collinare, a nord vi si trovano alcune aree montuose. La linea di demarcazione fra le due aree è nota come Tees-Exe line. Nella parte orientale del paese si trova una zona pianeggiante le cui paludi sono state bonificate per consentirne la coltivazione. Il fiume principale dell'Inghilterra è il Tamigi, lungo 323 km, il che ne fa il secondo fiume più lungo dello Stato dopo il Severn lungo 354 km. Altri fiumi principali sono: il Trent, l'Humber, l'Ouse, il Tyne, il Mersey, il Dee e l'Avon.

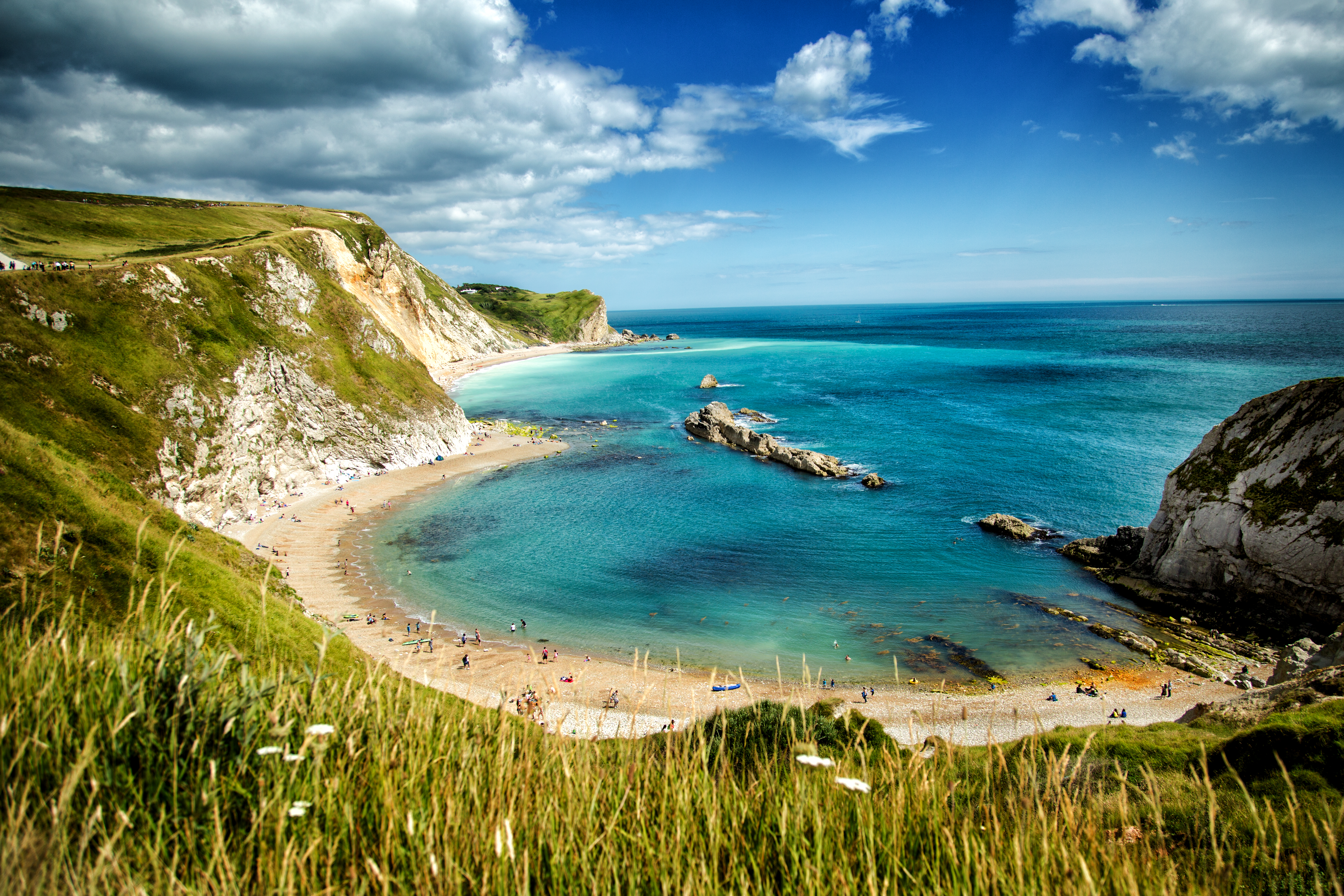
Costa giurassica nel Dorset

Ci sono molti laghi in Inghilterra; il più grande è Windermere, all'interno del Lake District giustamente chiamato. La maggior parte del paesaggio inglese è costituito da basse colline e pianure, con terreni montuosi nel nord e nell'ovest del Paese. Gli altipiani settentrionali comprendono i Pennini, una catena di altipiani che divide l'est dall'ovest, le montagne del Lake District in Cumbria e le Cheviot Hills, a cavallo del confine tra Inghilterra e Scozia. Il punto più alto dell'Inghilterra, con i suoi 978 metri, è lo Scafell Pike nel Lake District. Le Shropshire Hills si trovano vicino al Galles, mentre Dartmoor ed Exmoor sono due aree montuose nel sud-ovest del Paese. La linea di demarcazione approssimativa tra i tipi di terreno è spesso indicata dalla linea Tees-Exe.
In termini geologici, i Pennini, noti come la "spina dorsale dell'Inghilterra", sono la più antica catena montuosa del Paese, risalente alla fine dell'era paleozoica, circa 300 milioni di anni fa. La loro composizione geologica comprende, tra l'altro, arenaria e calcare e anche carbone. Nelle aree calcaree, come alcune zone dello Yorkshire e del Derbyshire, si trovano paesaggi carsici. Il paesaggio della Pennina è costituito da brughiere alte in zone montuose, frastagliate dalle fertili valli dei fiumi della regione. In queste zone si trovano due parchi nazionali, lo Yorkshire Dales e il Peak District. Nella West Country, Dartmoor ed Exmoor, nella penisola sud-occidentale, comprendono lande montuose sostenute da granito e godono di un clima mite; entrambi sono parchi nazionali.

### Biodiversità
La fauna dell'Inghilterra è simile a quella di altre aree delle isole britanniche, con un'ampia gamma di vertebrati e invertebrati in una serie di habitat diversi. L'Agenzia per l'Ambiente è un ente pubblico non dipartimentale, istituito nel 1995 e promosso dal Dipartimento per l'Ambiente, l'Alimentazione e gli Affari Rurali con responsabilità relative alla protezione e al miglioramento dell'ambiente in Inghilterra. Il Segretario di Stato per l'Ambiente, l'Alimentazione e gli Affari Rurali è il ministro responsabile della protezione ambientale, dell'agricoltura, della pesca e delle comunità rurali in Inghilterra.

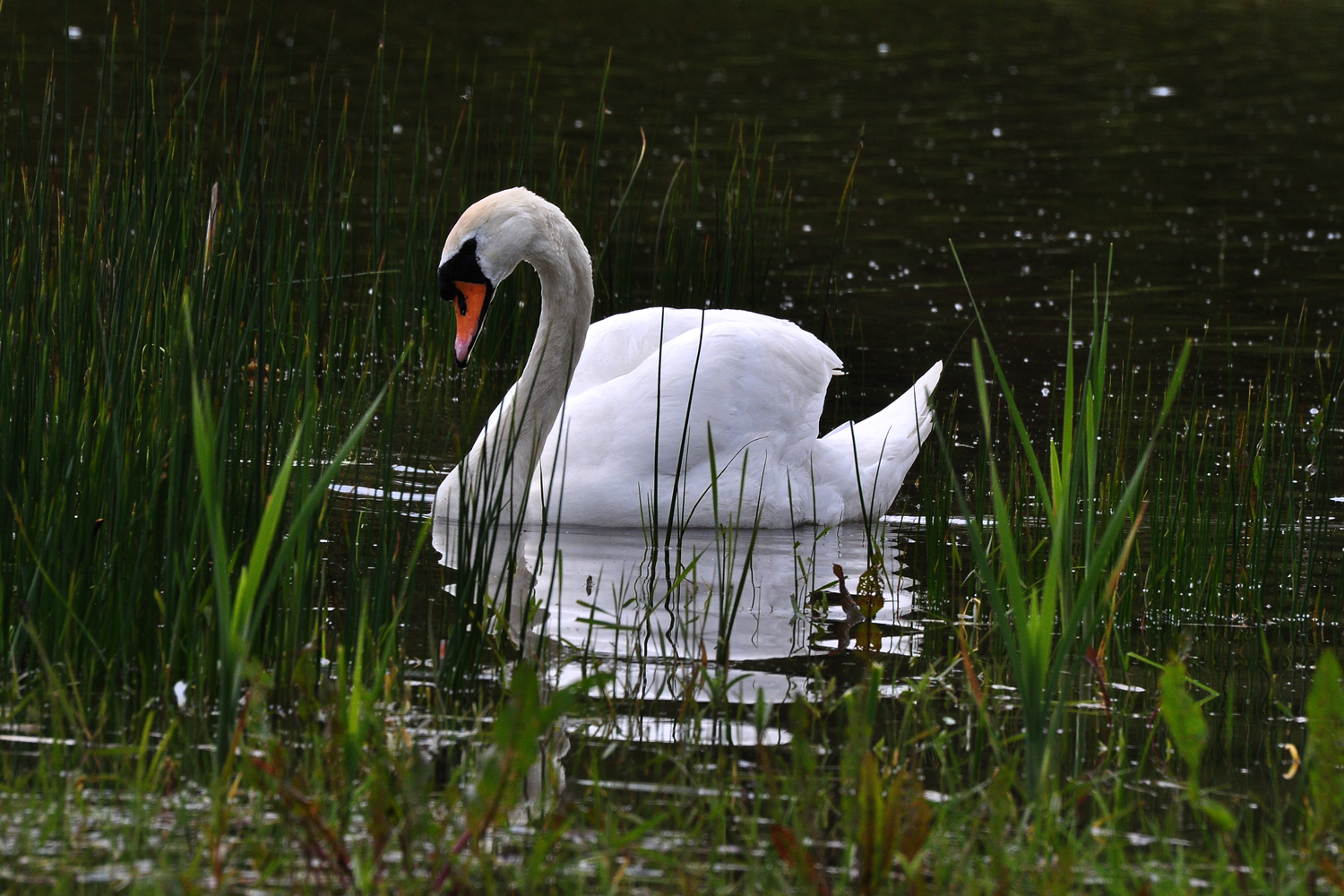
Cigno muto nel Cambridgeshire

Le riserve naturali nazionali in Inghilterra sono designate da Natural England come luoghi chiave per la fauna selvatica e le caratteristiche naturali in Inghilterra. Sono state istituite per proteggere le aree più significative di habitat e formazioni geologiche. Le NNR sono gestite per conto della nazione, molte da Natural England stessa, ma anche da organizzazioni non governative, tra cui i membri della partnership The Wildlife Trust, il National Trust e la Royal Society for the Protection of Birds. In Inghilterra ci sono 229 NNR che coprono 939 chilometri quadrati (363 miglia quadrate). Spesso contengono specie rare o specie di piante e animali di importanza nazionale.
L'Inghilterra ha un clima oceanico temperato nella maggior parte delle aree, senza estremi di freddo o caldo, ma presenta alcune piccole aree subartiche e zone più calde nel sud-ovest. Verso il nord dell'Inghilterra il clima diventa più freddo e la maggior parte delle montagne e delle alte colline dell'Inghilterra si trovano qui e hanno un grande impatto sul clima e quindi sulla fauna locale delle aree. I boschi di latifoglie sono diffusi in tutta l'Inghilterra e costituiscono l'habitat di gran parte della fauna selvatica del Paese, ma nelle aree settentrionali e montane dell'Inghilterra lasciano il posto a foreste di conifere (soprattutto piantagioni) che favoriscono anche alcune forme di fauna selvatica.
I roditori costituiscono il 40% delle specie di mammiferi. Tra questi vi sono scoiattoli, topi, arvicole, ratti e il castoro europeo. Vi è anche un'abbondanza di coniglio europeo, lepre europea, toporagni e diverse specie di pipistrelli. I mammiferi carnivori includono la volpe rossa, il tasso eurasiatico, la lontra eurasiatica e la donnola. Varie specie di foche, balene e delfini si trovano sulle coste inglesi o nelle loro vicinanze. I più grandi animali selvatici terrestri sono oggi i cervi. Il cervo rosso è la specie più grande, ma anche il capriolo e il daino sono importanti; quest'ultimo è stato introdotto dai Normanni. Sono stati introdotti il cervo Sika e altre due specie di cervi più piccoli, il muntjac e il cervo d'acqua cinese; il muntjac si è diffuso in Inghilterra, mentre il cervo d'acqua cinese è limitato principalmente all'Anglia orientale. Il clima dell'Inghilterra è molto adatto ai lagomorfi e il Paese ospita conigli e lepri brune, introdotti in epoca romana.

### Clima
Il clima è temperato oceanico relativamente mite se rapportato alla sua latitudine. Le precipitazioni risultano regolarmente distribuite in tutti i mesi dell'anno anche se in estate ed in inverno rivestono un carattere di maggiore intensità.
Maggio e giugno sono i mesi più soleggiati, ma le temperature sono ancora abbastanza fresche; l'estate è un po' più calda ma rovesci di pioggia sono sempre possibili. Novembre e dicembre sono i mesi più nuvolosi con un'insolazione debole nel nord ovest ma in aumento verso sud est.
| INGHILTERRA         | Mesi | Mesi | Mesi | Mesi | Mesi | Mesi | Mesi | Mesi | Mesi | Mesi | Mesi | Mesi | Stagioni | Stagioni | Stagioni | Stagioni | Anno |
| INGHILTERRA         | Gen  | Feb  | Mar  | Apr  | Mag  | Giu  | Lug  | Ago  | Set  | Ott  | Nov  | Dic  | Inv      | Pri      | Est      | Aut      | Anno |
| ------------------- | ---- | ---- | ---- | ---- | ---- | ---- | ---- | ---- | ---- | ---- | ---- | ---- | -------- | -------- | -------- | -------- | ---- |
| T. max. media (°C)  | 7    | 7    | 9    | 14   | 18   | 21   | 21   | 21   | 18   | 14   | 9    | 7    | 7        | 13,7     | 21       | 13,7     | 13,8 |
| T. min. media (°C)  | 1    | 1    | 2    | 7    | 9    | 11   | 11   | 11   | 9    | 7    | 2    | 1    | 1        | 6        | 11       | 6        | 6    |
| Precipitazioni (mm) | 84   | 60   | 67   | 57   | 56   | 63   | 54   | 67   | 73   | 84   | 84   | 90   | 234      | 180      | 184      | 241      | 839  |

## Società

### Evoluzione demografica

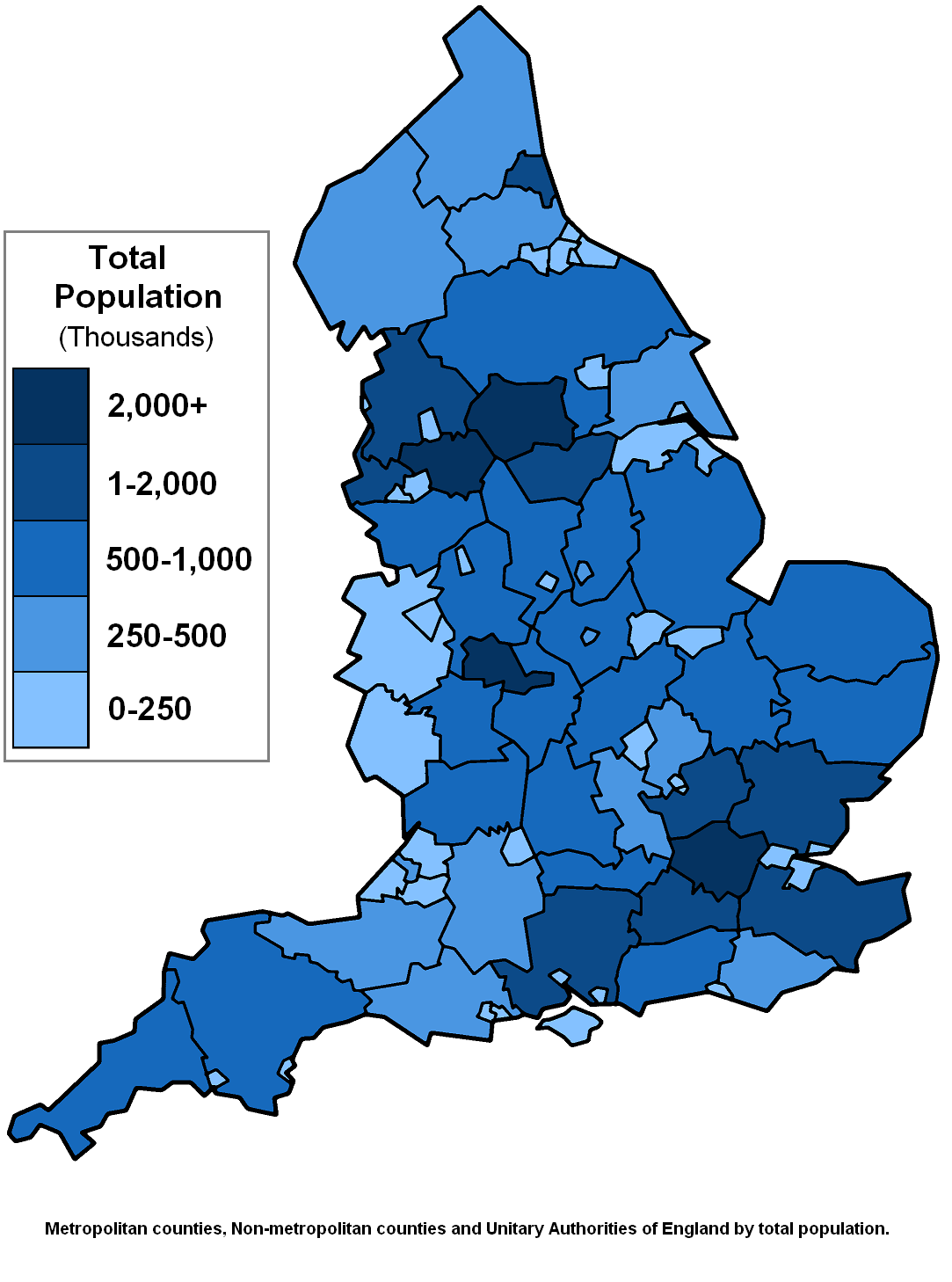
Popolazione delle contee inglesi.

L'Inghilterra, con i suoi circa 57 milioni di abitanti, non è solo la nazione più popolosa del Regno Unito, ma anche quella con più gruppi etnici. Secondo il censimento del 2021, l'81% della popolazione è costituito da europei (il 73,5% inglesi e altri britannici), il 9,7% è costituito da asiatici (quasi tutti provenienti dal subcontinente indiano), il 4,2% da neri (dall'Africa e dai Caraibi), mentre il 2,9% della popolazione è di razza/etnia mista.
Gli Inglesi discendono per la maggior parte dagli Anglosassoni, un gruppo di popoli germanici che si insediarono in Britannia nella Tarda Antichità e nell'Alto Medioevo. Precedentemente la Britannia era abitata da popoli celtici solo parzialmente latinizzati da legioni dell'Impero romano che giunsero tra il 50 a.C. e il 300 d.C. Questi popoli celtici vennero spinti negli odierni Galles e Cornovaglia (e alcuni di essi emigrarono nella Bretagna francese) quando tra il 350 e il 550 la Britannia venne invasa da oriente da popoli germanici arrivati dalla Germania settentrionale e dalla penisola jutlandica: gli Angli e gli Juti, che si trasferirono tutti e si isediarono rispettivamente nelle regioni orientali e settentrionali e nel Kent dell'odierna Inghilterra (nonché nelle lowlands della Scozia), e un gran numero di sassoni che si insediarono nelle regioni centro-meridionali dell'attuale Inghilterra; tra l'800 e il 900 arrivarono anche vichinghi danesi, che stabilirono un proprio regno nella Northumbria (Inghilterra settentrionale), il Danelaw ("Legge Danese").
Dal 1066 gli Inglesi vennero dominati da dinastie normanne dalla Normandia francese, e tra il 1650 e il 1750, rifugiati dall'Europa continentale, fra cui molti ugonotti francesi, si insediarono in Inghilterra per sfuggire a persecuzioni religiose. Tra il 1880 e il 1940 si stabilirono in Inghilterra gruppi di ebrei provenienti dalla Russia, dall'Italia e dalla Spagna. A partire dagli anni 1950 migrarono in Inghilterra popolazioni originarie delle ex colonie dell'Impero britannico, ossia dai Caraibi, dall'Africa e dall'Asia (soprattutto India, Pakistan e Bangladesh), e nei decenni successivi anche popolazioni dell'Europa orientale (dalla Polonia e dalla Romania) e dall'Europa meridionale. La prosperità della nazione ha anche attirato flussi di immigrazione dalle vicine Scozia e Irlanda.
Studi di genetica delle popolazioni hanno confermato la narrazione storica riguardante la massiccia migrazione germanica nell'etnogenesi degli Inglesi, mostrando come nella loro composizione genetica prevalga in una proporzione maggioritaria (50-60%) un genoma di origine germanica (30% affine a quello dei tedeschi, 11% ai danesi, 9% ai belgi), che li distingue nettamente dagli altri popoli britannici di matrice celtica (Gallesi, Cornici, Scozzesi, Irlandesi; a loro volta molto variegati tra loro). Inoltre, è stato rilevato come le dominazioni romana antecedente all'etnogenesi inglese, e franco-normanna successiva alla stessa, non abbiano lasciato impronta rilevabile nel genoma britannico e inglese. Altri studi hanno dimostrato che il rimpiazzo delle popolazioni celtiche britanniche da parte degli Anglosassoni nell'etnogenesi dell'odierno popolo inglese fu pressoché totale, come dimostra anche l'affermazione di una lingua germanica, l'inglese, priva di substrato celtico (mentre la porzione di lessico inglese di origine latina, o più specificamente galloromanza, vi entrò solo in un momento successivo, sotto la dominazione franco-normanna); in Inghilterra tra il 75% e il 100% della popolazione, variabile in base alle zone, fu sostituita, come risulta dalle percentuali di genoma germanico, solo lievemente ridotte in seguito per via di flussi celtici di ritorno.

### Religione

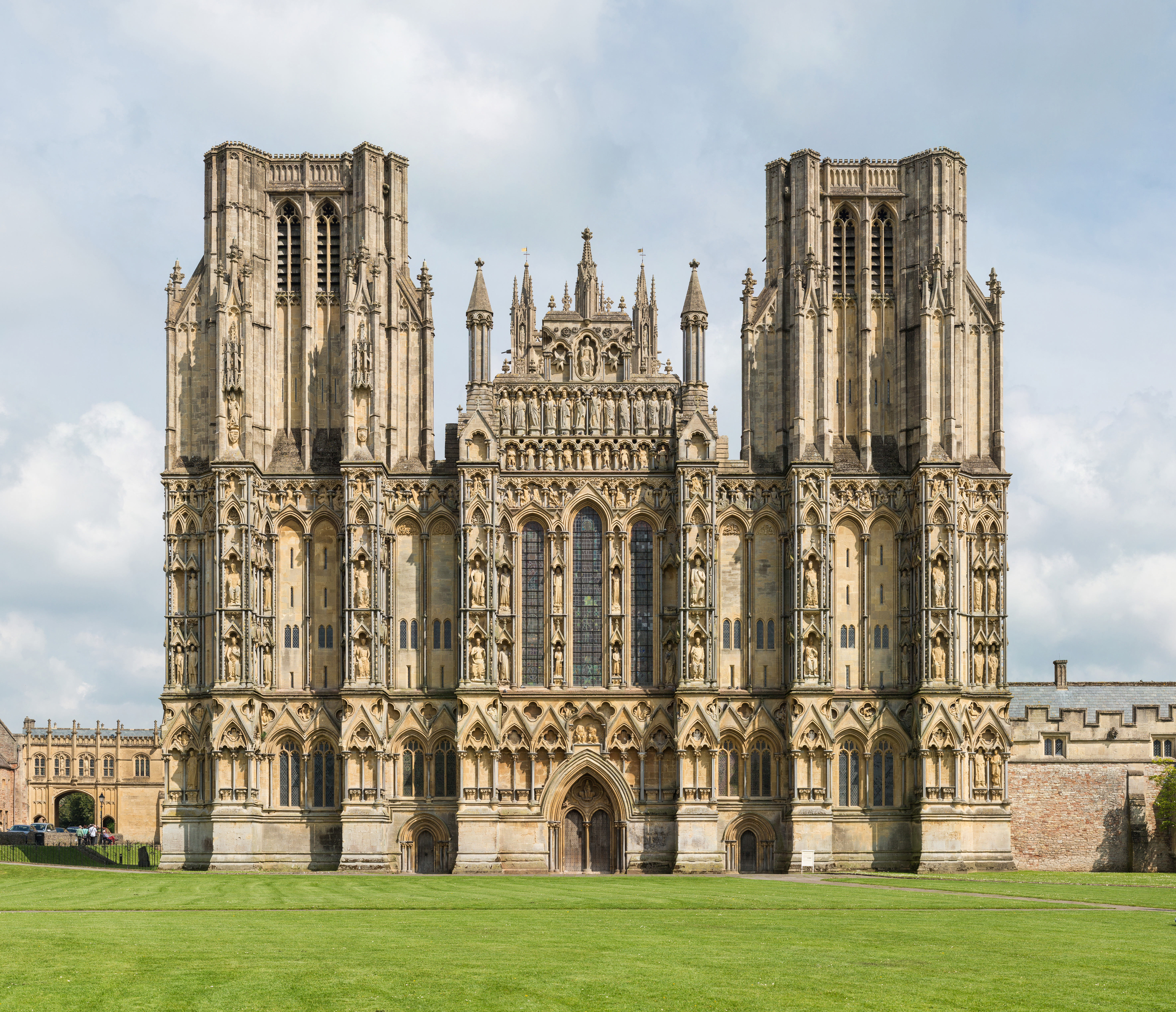
Cattedrale di Wells

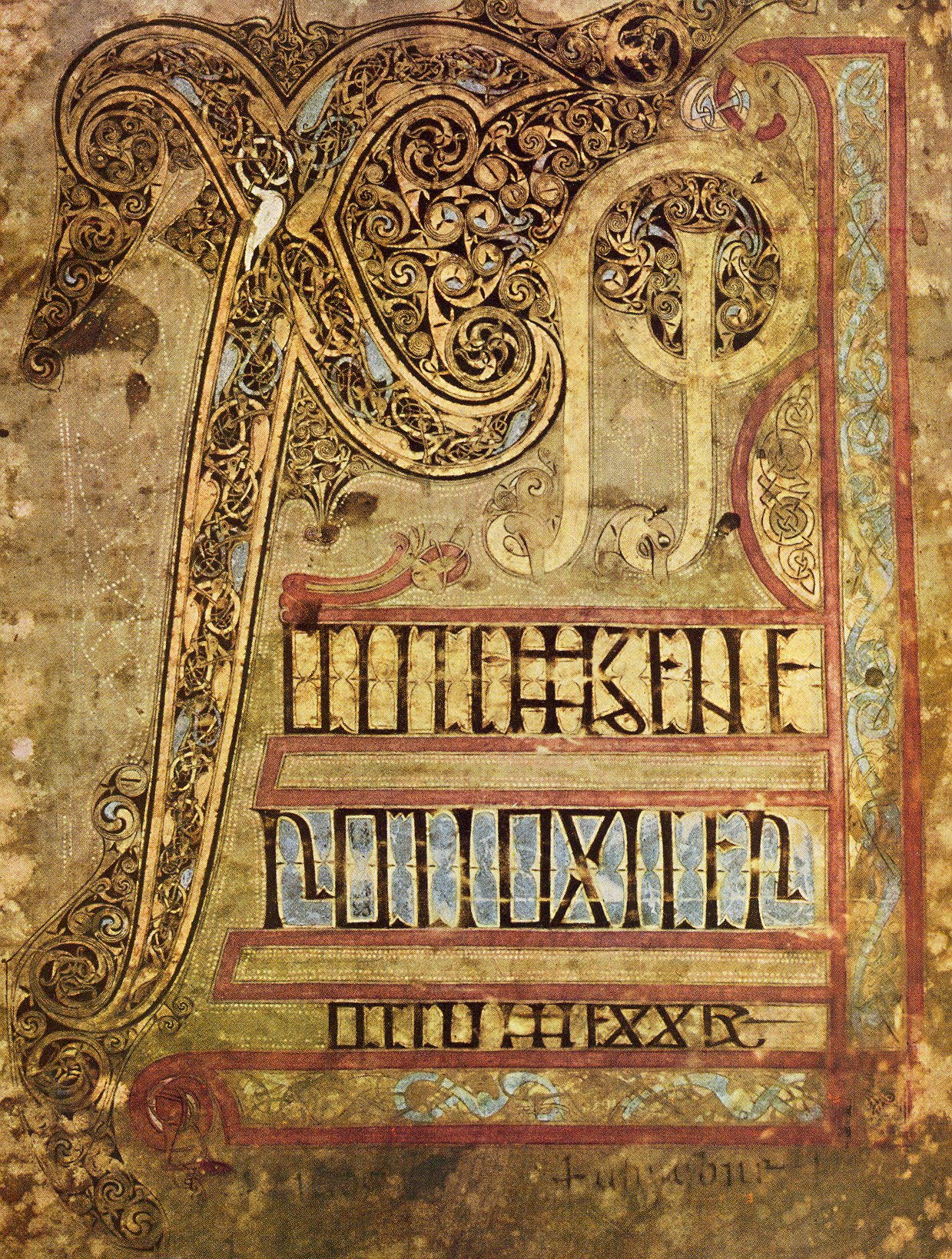
Chi-Rho miniato su una pagina del Libro di Lichfield, evangeliario dell'VIII secolo.

Il cristianesimo è la religione più praticata in Inghilterra sin dalla Tarda Antichità e dall'Alto Medioevo. Secondo il censimento del 2021 il 46,3% della popolazione inglese si dichiara cristiana, proporzione in rapido declino in Inghilterra, come in tutto il Regno Unito, essendosi ridotta dal 59,4% nel 2011 e dal 71,7% nel 2001.
La chiesa tradizionale del popolo inglese è la Chiesa d'Inghilterra che rappresenta la dottrina dell'anglicanesimo, una dottrina del protestantesimo composta da molte frange alcune delle quali rimaste vicine al cattolicesimo. La chiesa fu istituita nel XVI secolo, con la scissione dalla Chiesa cattolica di Roma ad opera del re Enrico VIII. Molte cattedrali e chiese parrocchiali anglicane sono edifici storici di rilevante importanza architettonica, come l'Abbazia di Westminster, la Cattedrale di York, la Cattedrale di Durham e la Cattedrale di Salisbury. La seconda dottrina cristiana più professata è la cattolica di rito latino, che affonda le sue origini in Inghilterra nel VI secolo con l'apostolato di Agostino di Canterbury. Nella storia vi fu anche un Papa, inglese, Adriano IV, mentre santi Beda e Anselmo sono considerati come Dottori della Chiesa. Un'altra forma di protestantesimo, il metodismo, è la terza religione cristiana per diffusione in Inghilterra, sviluppatasi dall'anglicanesimo secondo la predicazione di John Wesley. Centri maggiori del metodismo furono nelle città del Lancashire e dello Yorkshire, e tra i minatori di stagno in Cornovaglia. Altre denominazioni protestanti minori presenti in Inghilterra includono il battismo, il quaccherismo, il congregazionalismo, l'unitarianesimo e l'Esercito della Salvezza. L'immigrazione di popolazioni dall'Europa orientale nel tardo XX e primo XXI secolo ha portato in Inghilterra anche il cristianesimo ortodosso.
L'immigrazione dall'Asia ha portato alla diffusione crescente in Inghilterra dell'islam, dell'induismo, del sikhismo, del buddhismo e di altre religioni orientali. L'islam è oggi la seconda religione per diffusione in Inghilterra dopo il cristianesimo. Esiste inoltre almeno dal 1070 una piccola popolazione ebraica; gli ebrei vennero espulsi dall'Inghilterra nel 1290 e vi poterono tornare solo nel 1656.
| Religione          | 2001       | 2001  | 2011       | 2011  | 2021       | 2021  |
| Religione          | numero     | %     | numero     | %     | numero     | %     |
| ------------------ | ---------- | ----- | ---------- | ----- | ---------- | ----- |
| Cristianesimo      | 35 251 244 | 71,7  | 31 479 876 | 59,4  | 26 167 899 | 46,3  |
| Islam              | 1 524 887  | 3,1   | 2 660 116  | 5,0   | 3 801 186  | 6,7   |
| Induismo           | 546 982    | 1,1   | 806 199    | 1,5   | 1 020 533  | 1,8   |
| Sikhismo           | 327 343    | 0,7   | 420 196    | 0,8   | 520 092    | 0,9   |
| Ebraismo           | 257 671    | 0,5   | 261 282    | 0,5   | 269 283    | 0,5   |
| Buddhismo          | 139 046    | 0,3   | 238 626    | 0,5   | 262 433    | 0,5   |
| Altre religioni    | 143 811    | 0,3   | 227 825    | 0,4   | 332 410    | 0,6   |
| Nessuna religione  | 7 171 332  | 14,6  | 13 114 232 | 24,7  | 20 715 664 | 36,7  |
| Nessuna risposta   | 3 776 515  | 7,7   | 3 804 104  | 7,2   | 3 400 548  | 6,0   |
| Popolazione totale | 49 138 831 | 100,0 | 53 012 456 | 100,0 | 56 490 048 | 100,0 |

## Politica
La sede del governo si trova a Londra, anche se tecnicamente la città è il capoluogo di Inghilterra e Galles. Contrariamente alla Scozia, al Galles (entrambi a partire dal 1999) e all'Irlanda del Nord, l'Inghilterra non ha un governo e un parlamento proprio: le funzioni di governo sono esercitate dal parlamento e governo del Regno Unito. Nelle decisioni riguardanti la sola Inghilterra i rappresentanti delle altre parti del regno si astengono.

## Geografia amministrativa

Cartina delle contee e dei distretti unitari.

Dopo la recente riforma amministrativa del 2009, l'Inghilterra è suddivisa in 48 contee cerimoniali, di cui 27 sono contee amministrative (shire counties), 6 sono aree metropolitane (metropolitan counties), 8 sono gruppi di distretti (districts), 5 sono autorità unitarie (unitary authorities), mentre le ultime due sono le aree amministrative speciali della Grande Londra e della City (administrative areas).
Le 27 contee sono ulteriormente suddivise in 201 distretti non-urbani (non-metropolitan districts). Le 6 aree metropolitane, che dal 1986 non hanno organi amministrativi e consigli di governo, sono suddivise in 36 borghi metropolitani (metropolitan boroughs). Sono poi 55 le autorità unitarie, contando a tal fine sia le 5 contee non suddivise in distretti che i distretti non sottoposti alle contee. Calcolando anche le Isole Scilly, i 32 borghi londinesi (boroughs) e la città di Londra (City of London, che ha status a parte) si ha un totale di 326 distretti.

## Economia

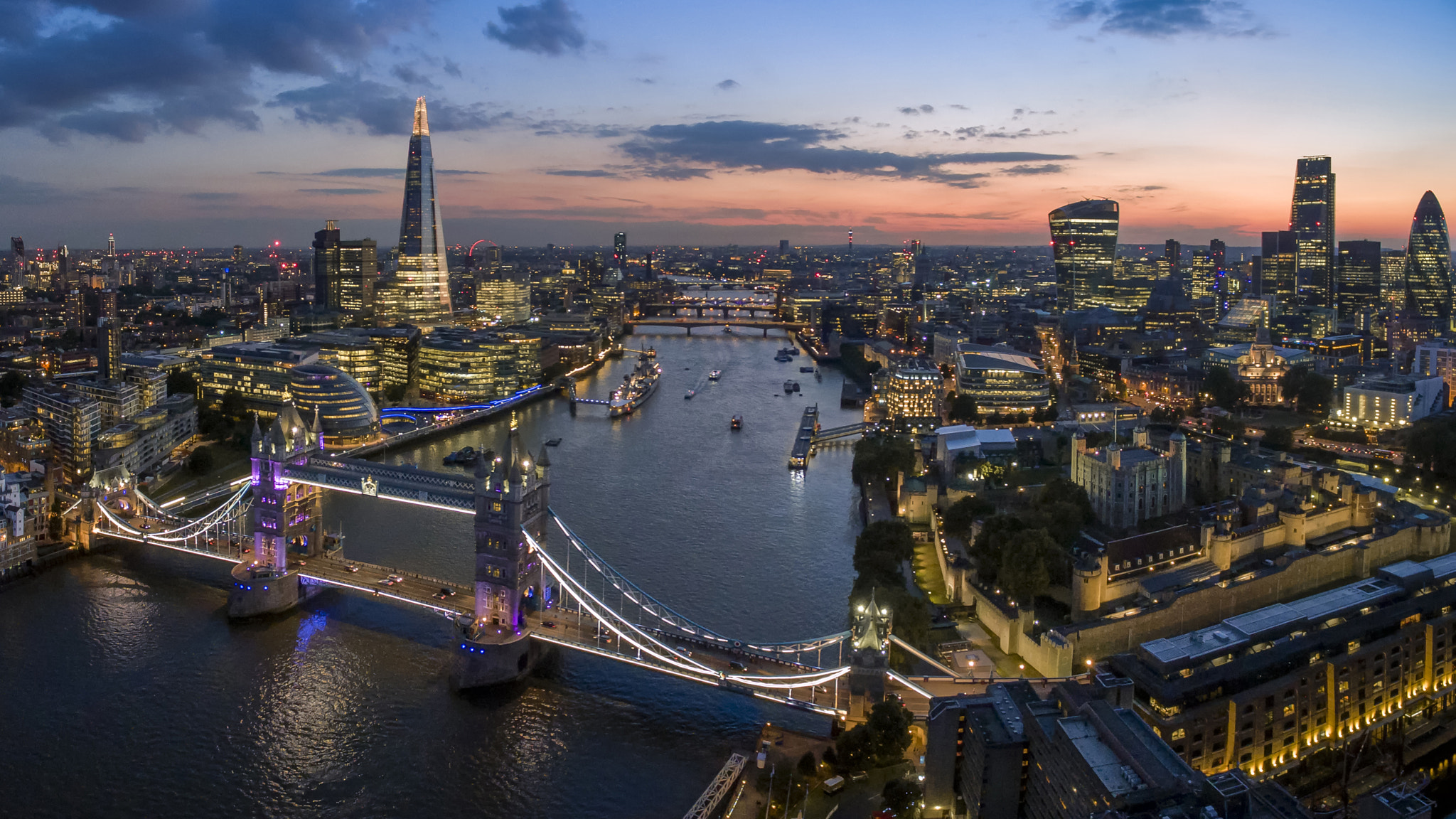
La City of London, uno dei più importanti distretti finanziari al mondo.

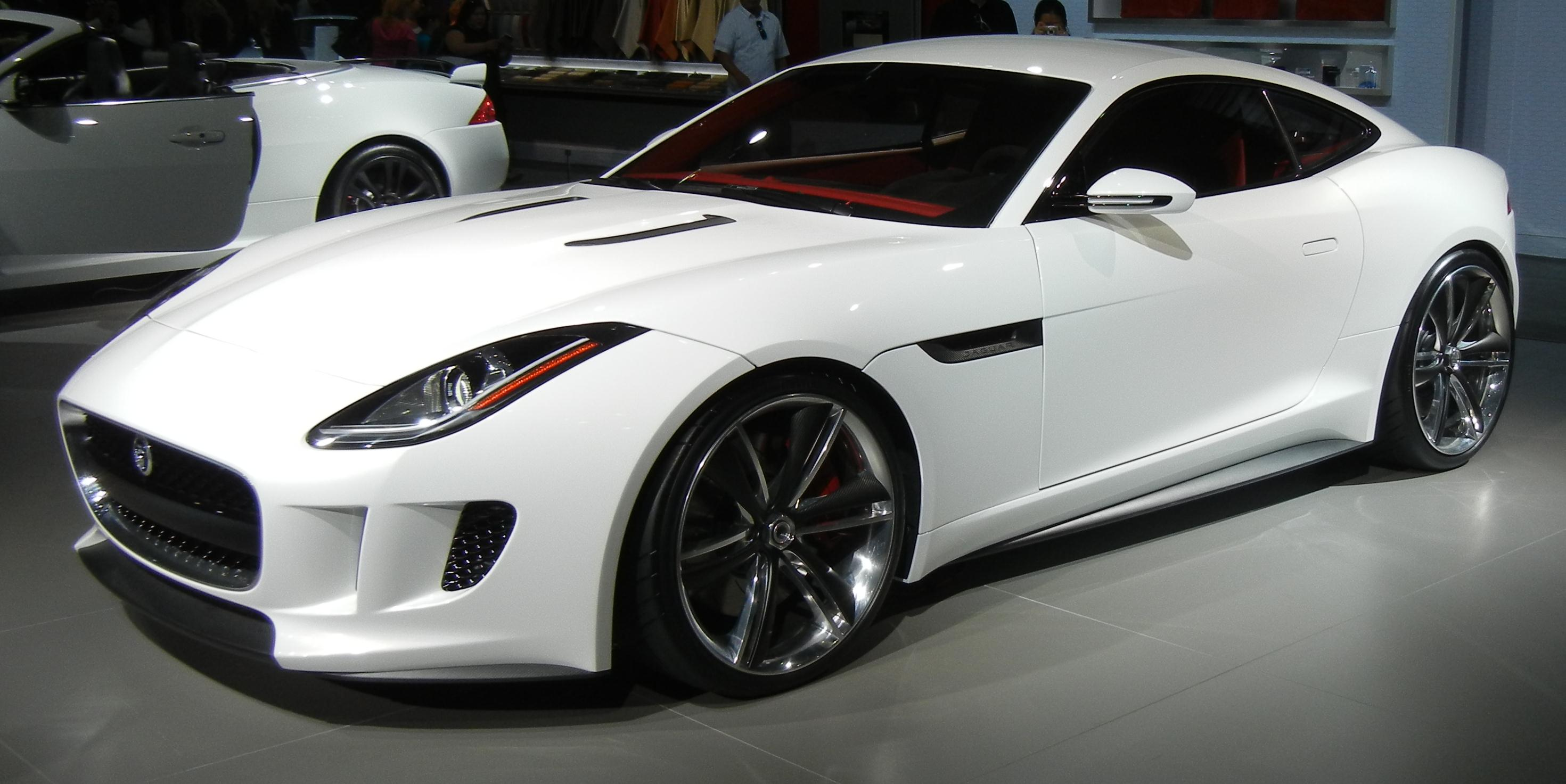
Jaguar è un noto marchio inglese di veicoli di lusso

L'economia inglese è una delle più importanti del mondo, con un PIL medio pro capite di 22.907 £. Considerata come una economia di mercato mista, ha da sempre adottato i principi del libero mercato e mantiene comunque un'avanzata infrastruttura di assistenza sociale. La moneta ufficiale in Inghilterra è la sterlina, il cui codice ISO 4217 è GBP. Il sistema di tassazione in Inghilterra è molto competitivo rispetto a gran parte del resto d'Europa, a partire dal 2009 l'aliquota di base dell'imposta personale è del 20% sul reddito imponibile fino a 37.400 £ e il 40% su ogni guadagno supplementare al di sopra di tale importo.
L'economia d'Inghilterra è la principale di tutto il Regno Unito, che è la 18º al mondo per potere di acquisto. L'Inghilterra è uno dei leader nel settore chimico e farmaceutico e nei principali settori tecnologici, in particolare nell'industria aerospaziale, l'industria delle armi e di software. A Londra vi è la sede della Borsa di Londra, la principale borsa valori del Regno Unito e la più grande d'Europa, nella capitale vi sono la sede di alcune delle più importanti società al mondo.
La Banca d'Inghilterra, fondata nel 1694 dal banchiere scozzese William Paterson, è la banca centrale del Regno Unito. Nata come banca privata, dal 1946 è diventata un istituto statale. La Banca ha il monopolio dell'emissione di banconote in Inghilterra e Galles, ma non in altre parti del Regno Unito. Il governo ha delegato la responsabilità sulla politica monetaria ad essa e il compito di fissare i tassi di interesse.
L'Inghilterra è altamente industrializzata, ma dal 1970 c'è stato un declino nella tradizionale industria pesante e manifatturiera e una crescente attenzione verso un'economia orientata ai servizi. Il turismo è diventato un settore importante, che attrae milioni di visitatori in Inghilterra ogni anno. Le principali esportazioni sono rappresentate in particolare dai prodotti farmaceutici, dalle automobili (anche se molti marchi inglesi sono ora di proprietà straniera, come Rolls-Royce, Lotus, Jaguar e Bentley), dal petrolio ricavato dal Mare del Nord, dai motori aeronautici e dalle bevande alcoliche. L'agricoltura è intensiva e altamente meccanizzata e produce il 60% del fabbisogno alimentare con solo il 2% della forza lavoro. Due terzi della produzione è dedicata al bestiame, l'altra a seminativi.

### Scienza e tecnologia

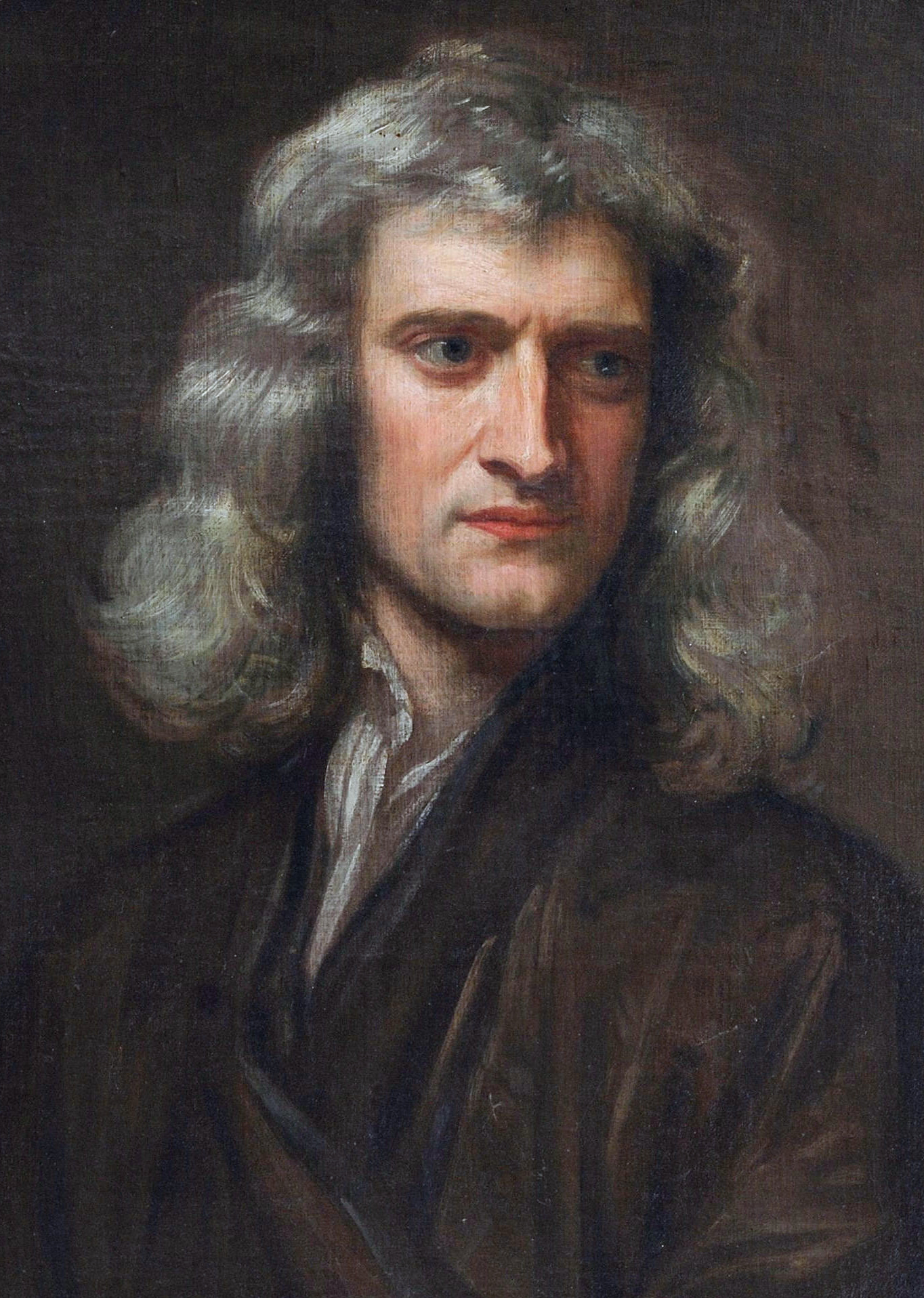
Sir Isaac Newton.

Eminenti personalità inglesi dal campo della scienza e della matematica includono: Sir Isaac Newton, Michael Faraday, Robert Hooke, Robert Boyle, Joseph Priestley, Joseph John Thomson, Charles Babbage, Charles Darwin, Christopher Wren, Alan Turing, Francis Crick, Joseph Lister, Tim Berners-Lee, Paul Dirac, Stephen Hawking, Andrew Wiles e Richard Dawkins. Alcuni esperti sostengono che il primo concetto di un sistema metrico sia stato inventato da John Wilkins, il primo segretario della Royal Society, nel 1668. Come culla della rivoluzione industriale, l'Inghilterra fu la patria di molti inventori significativi durante la seconda parte del XVIII secolo e dell'inizio del XIX. Famosi ingegneri inglesi comprendono Isambard Kingdom Brunel, meglio conosciuto per la creazione della Great Western Railway, inoltre, una serie di piroscafi e la costruzione di ponti, hanno rivoluzionato i trasporti pubblici e messo le basi per la moderna ingegneria. La macchina a vapore di Thomas Newcomen ha dato il via alla Rivoluzione industriale. Il vaccino contro il vaiolo del medico Edward Jenner si dice che abbia "salvato più vite [...] di quelle perse in tutte le guerre del genere umano fin dall'inizio della storia documentata".
Invenzioni e scoperte inglesi sono: il motore a reazione, la prima macchina industriale filatura, il primo computer e il primo computer moderno, il World Wide Web con l'HTML, la prima trasfusione di sangue umano effettuata con successo, l'aspirapolvere a motore, il rasaerba, la cintura di sicurezza, l'hovercraft, il motore elettrico, il motore a vapore e teorie come la teoria darwiniana dell'evoluzione e la teoria atomica. Newton sviluppò i concetti sulla gravitazione universale, sulla meccanica newtoniana e il calcolo infinitesimale e Robert Hooke formulò la sua legge eponimo di elasticità. Altre invenzioni comprendono la ferrovia, il termosifone, l'asfalto, l'elastico, lo sviluppo congiunto della lampadina, la locomotiva a vapore, la seminatrice moderna e molte moderne tecniche e tecnologie utilizzate ancora oggi.. Nel campo della medicina ricordiamo l'importante figura di Elizabeth Blackwell, prima donna a laurearsi in medicina, negli Stati Uniti d'America, il 23 gennaio 1849.

#### Trasporti

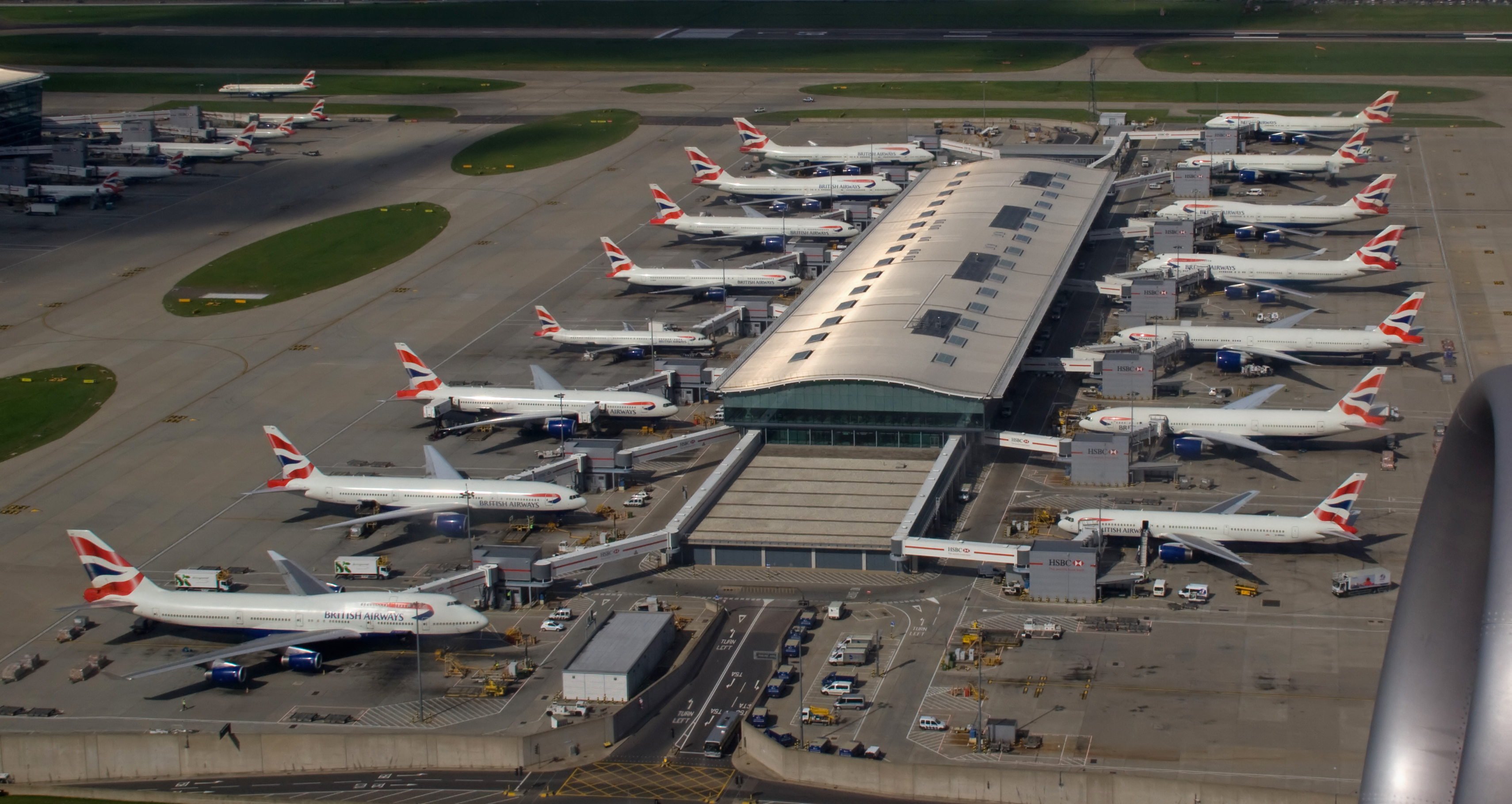
Aeroporto di Londra Heathrow, uno dei più importanti aeroporti al mondo.

Il Department for Transport è l'organo di governo responsabile della supervisione sui trasporti in Inghilterra. Nel paese vi sono numerose autostrade e molte altre vie di grande comunicazione, come l'A1 Great North Road, che attraversa l'Inghilterra orientale da Londra a Newcastle poi fino al confine scozzese. La più lunga autostrada in Inghilterra è la M6, da Rugby attraverso il Nord Ovest fino al confine anglo-scozzese. Altri importanti itinerari sono: M1 da Londra a Leeds, la M25 che circonda Londra, la M60 che circonda Manchester, la M4 da Londra a South Wales, la M62 da Liverpool a East Yorkshire via Manchester e la M5 da Birmingham a Bristol e per il sud ovest.
Il trasporto mediante autobus è molto diffuso in tutto il paese; grandi aziende includono la National Express, Arriva e Go-Ahead Group. L'autobus a due piani rosso è diventato un simbolo dell'Inghilterra. C'è una rete ferroviaria rapida in due città inglesi: la metropolitana di Londra, e la Tyne and Wear Metro a Newcastle, Gateshead e Sunderland Ci sono diverse reti di tram, come, ad esempio, il Metrolink di Manchester.

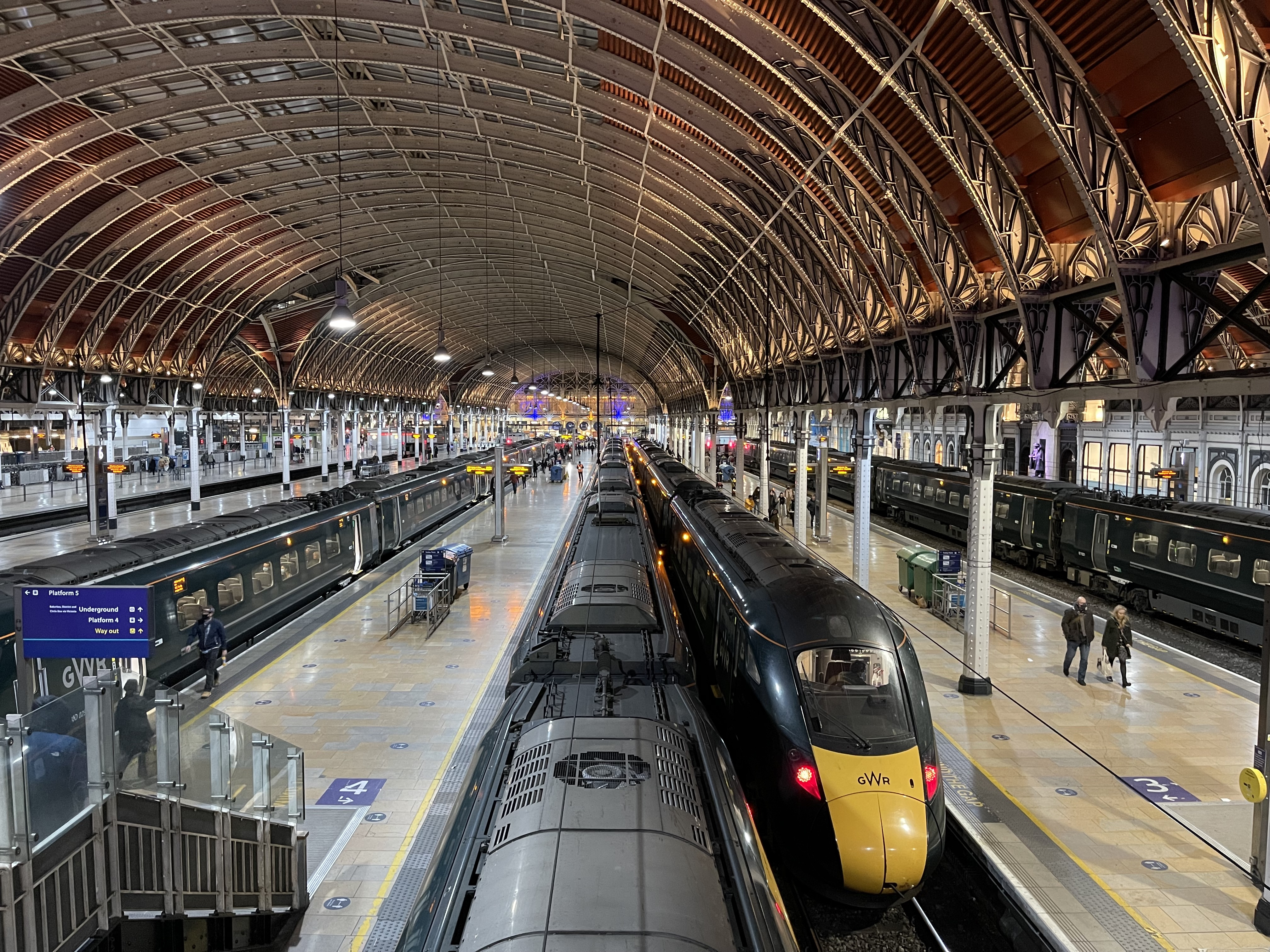
I viaggi in treno sono molto diffusi in Inghilterra.

Il trasporto ferroviario in Inghilterra è il più antico del mondo: le ferrovie passeggeri sono nate in Inghilterra nel 1825. Gran parte della rete ferroviaria della Gran Bretagna (16.116 km), si trova in Inghilterra e copre il paese piuttosto ampiamente, anche se una percentuale elevata di linea è stata soppressa nella seconda metà del XX secolo. Queste linee sono in gran parte a scartamento normale (singolo, doppio binario o quadrupla) ma ci sono anche alcune linee a scartamento ridotto. È possibile il collegamento ferroviario diretto con Francia e Belgio, attraverso il tunnel della Manica, completato nel 1994.
L'Inghilterra vanta una vasta rete di collegamenti aerei nazionali e internazionali. L'aeroporto più grande è quello di Londra Heathrow, che è l'aeroporto più trafficato del mondo, misurato dal numero di passeggeri internazionali in transito. Altri grandi aeroporti sono l'aeroporto di Manchester, Londra Stansted, Luton e l'aeroporto di Birmingham. Via mare vi è il trasporto in traghetto, sia locale che internazionale con l'Irlanda, i Paesi Bassi e il Belgio.
Ci sono circa 7.100 km di vie navigabili in Inghilterra, metà dei quali è di proprietà della British Waterways, tuttavia il trasporto sull'acqua è molto limitato. Il Tamigi è il corso d'acqua più importante in Inghilterra, con le attività commerciali concentrate al porto di Tilbury nell'estuario del Tamigi, uno dei tre porti principali del Regno Unito.

## Tradizioni e folclore

### Gastronomia
Benché giocoforza legata a quella britannica, la cucina inglese ha mostrato negli anni di avere una sua identità. Tra gli alimenti che caratterizzano la gastronomia del territorio vanno certamente citati gli sformati e gli arrosti, quali il famoso roast beef e il filetto in crosta, i pudding, pietanze salate e dolci molto diverse tra loro accomunate dal fatto di avere una consistenza molle e spugnosa (tra quelli salati si possono ad esempio citare lo Yorkshire pudding e il black pudding, mentre tra quelli dolci godono di grande notorietà il Christmas pudding, l'Eton mess e il fruit fool), i pesci, lasciati affumicare come il kipper, cibi da strada come il celebre fish and chips e salse come la Worcester e la senape. La cucina inglese è in gran parte debitrice delle cucine italiana, francese e indiana, dalla quale ha derivano molti intingoli diffusi in tutto il Paese.

## Sistema sanitario

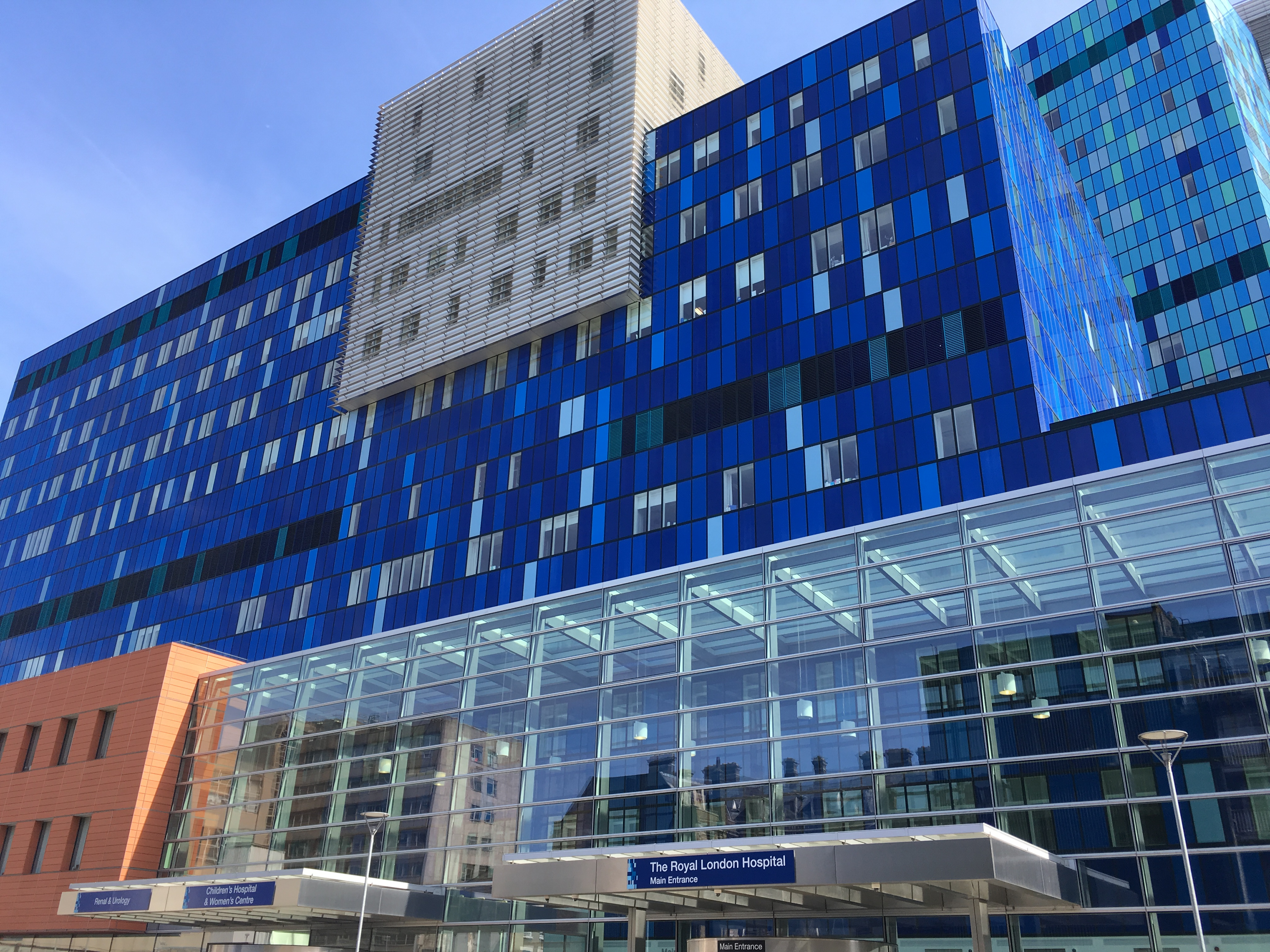
Ospedale reale di Londra

Il National Health Service (NHS) è il sistema sanitario a finanziamento pubblico che ha la responsabilità di fornire la maggior parte delle prestazioni sanitarie. L'NHS è stato fondato il 5 luglio 1948, mettendo in atto le disposizioni del "National Health Service Act 1946", basato sui risultati del "rapporto Beveridge", preparato dall'economista e riformatore sociale William Beveridge. Il Servizio Sanitario Nazionale è in gran parte finanziato dalle entrate fiscali, compresi i pagamenti della previdenza sociale, e fornisce la maggior parte dei suoi servizi gratuitamente, anche se ci sono spese previste per alcune persone per esami della vista, cure dentarie e altri tipi di prestazioni.
Il dipartimento governativo responsabile per il Servizio Sanitario Nazionale è il Ministero della Salute, presieduto dal Segretario di Stato per la Sanità, che siede nel Gabinetto del Regno Unito. La maggior parte della spesa del Ministero della Salute viene destinata al NHS: nel periodo tra il 2008 e il 2009 sono stati spesi 98 600 miliardi di sterline. Negli ultimi anni il settore privato ha visto incrementare i suoi servizi, nonostante l'opposizione da parte di medici e sindacati. L'aspettativa di vita media delle persone in Inghilterra è 77,5 anni per i maschi e 81,7 anni per le femmine, la più alta dei quattro paesi del Regno Unito.